# Problemas no resueltos de la economía
Esta es una lista de algunos problemas no resueltos de la economía que incluyen controversias, enigmas y cuestiones sin resolver en economía. Algunos de ellos son de origen teórico y otros se refieren a la incapacidad de la teoría económica ortodoxa para explicar una observación empírica.

## Teoría del capital
- La controversia de la capital de Cambridge  es una discusión económica que comenzó en la década de 1950. El debate versó sobre la naturaleza y el papel de los bienes de capital y una crítica a la visión neoclásica de la producción y distribución agregadas. La cuestión de si la tasa de crecimiento natural es exógena o endógena a la demanda (y si es el crecimiento de los insumos lo que causa el crecimiento del producto, o viceversa), se encuentra en el centro del debate. La resolución del debate no ha sido consensuada por los economistas.
- El problema de la transformación es el problema específico de la economía marxista, y no de la economía en general, de encontrar una regla general por la cual transformar los valores de las mercancías basados en el tiempo de trabajo socialmente necesario en los precios competitivos del mercado.  La dificultad esencial es cómo conciliar la ganancia en forma de plusvalía de los insumos directos del trabajo y la relación entre el insumo directo del trabajo y el insumo de capital, que varía ampliamente entre las mercancías, con la tendencia hacia una tasa media de ganancia sobre todo el capital invertido.[1]

## Economía del comportamiento
- Preferencia revelada: ¿La teoría de la preferencia revelada revela realmente la preferencia del consumidor cuando el consumidor es capaz de permitirse todas las opciones disponibles? Por ejemplo, si un consumidor se enfrenta a tres bienes y puede permitirse comprar los tres (A, B y C) y elige comprar primero A, luego C y luego B, ¿sugiere esto que la preferencia del consumidor por los bienes es A > C > B? El debate se basa en el hecho de que, dado que el consumidor puede permitirse los tres bienes y no necesita tomar una decisión preferencial, ¿refleja el orden de consumo alguna preferencia?[2]
- Tâtonnement: El acto de tâtonnement (ensayo y error) juega un papel clave en la formulación de la teoría del equilibrio general. La afirmación es que si un contrato inicial no conduce a un equilibrio, se termina y se formulan nuevos contratos. Si el contrato inicial no se cancela, es probable que conduzca a un conjunto diferente de precios, dependiendo del grado de error en el proceso original. La cuestión es si la recontratación sucesiva continúa con las partes olvidando las posiciones previamente planificadas o si las partes se comprometen en una forma de tâtonnement para lograr la optimalidad.[2] Véase también, subasta walrasiana.
- Modelos unificados de sesgos humanos: La economía neoclásica se ha concentrado en el desarrollo de modelos que reflejan un agente económico idealizado, a veces denominado Homo economicus, como una forma de estudiar la economía. En el período que abarca desde la década de 1970 hasta la década de 1990, comenzaron a surgir investigaciones que sugerían que las personas estaban sujetas a sesgos cognitivos como el efecto de encuadre, la aversión a la pérdida, la falacia del jugador, el sesgo de confirmación y muchos otros. Además, estos efectos podrían producir anomalías tales como el comportamiento de rebaño o la inversión de impulso inconsistentes con los modelos económicos que no incorporaban las limitaciones psicológicas humanas.[3] Si bien algunos modelos han comenzado a incluir la racionalidad limitada y la aversión al riesgo, como la teoría prospectiva, todavía queda por ver un modelo unificado que pueda hacer predicciones útiles que incorpore la totalidad de los sesgos cognitivos y las limitaciones racionales en la mayoría de los humanos.[4] Es más, incluso existe un debate sobre si es necesario incorporar tales limitaciones psicológicas en los modelos económicos. Mientras que algunos economistas insisten en que son necesarios para apreciar plenamente la complejidad del mercado, otros siguen sosteniendo que un modelo que incorpora sesgos humanos no es realista o cuestionan su utilidad, argumentando que un modelo que no se aproxima a los agentes como perfectamente racionales, con la posibilidad de excepciones mínimas, es poco probable que tenga éxito.[4][5]

## Economía financiera
- Rompecabezas de la prima de la renta variable: Se cree que el rompecabezas de la prima de la renta variable es una de las cuestiones pendientes más importantes de la economía neoclásica. .[6] Se basa en el hecho de que, en los últimos cien años, más o menos, la rentabilidad real media de las acciones en Estados Unidos ha sido sustancialmente superior a la de los bonos. El enigma radica en explicar las causas detrás de esta prima de la renta variable. Si bien hay varias teorías diferentes con respecto al rompecabezas, todavía no existe un acuerdo definitivo sobre su causa.[7]
- Rompecabezas de dividendos: El rompecabezas de dividendos es el fenómeno observado empíricamente de que las empresas que pagan dividendos tienden a ser recompensadas por inversores con valoraciones más altas. En la actualidad, no existe una explicación ampliamente aceptada por los economistas. [8][9][10] El teorema de Modigliani-Miller sugiere que el rompecabezas puede (sólo) explicarse por alguna combinación de impuestos, costos de bancarrota, ineficiencia del mercado (incluida la debida a la psicología del inversor) y información asimétrica.
- Mejora del modelo Black-Scholes y el modelo de fijación de precios de opciones binomiales: El modelo de Black-Scholes y los modelos de precios de opciones binomiales más generales son una colección de ecuaciones que buscan modelar y fijar el precio de las acciones y las opciones de compra. Si bien los modelos son ampliamente utilizados, tienen muchas limitaciones significativas.[11] El principal de ellos es la incapacidad del modelo para tener en cuenta los movimientos históricos del mercado[12] y su frecuente sobrevaloración de las opciones, con el sobreprecio aumentando con el tiempo hasta el vencimiento..[13] El desarrollo de un El modelo que puede explicar adecuadamente el precio de las opciones de compra sobre un activo con volatilidad estocástica se considera un problema abierto en la economía financiera.

## Economía internacional
- Sesgo de origen en el rompecabezas comercial: El sesgo de origen en el rompecabezas comercial es una observación empírica de que incluso cuando se consideran factores como el tamaño económico de los socios comerciales y la distancia entre ellos, el comercio entre regiones dentro de un país dado es sustancialmente mayor que el comercio entre regiones de diferentes países, incluso cuando no existen barreras legales sustanciales. Actualmente no existe un marco para explicar esta observación.[14][15]
- Equity home bias puzzle: Este rompecabezas se refiere a la observación de que los individuos y las instituciones en muchos países solo poseen cantidades modestas de capital extranjero, a pesar de la capacidad de una vasta diversificación de sus carteras en la economía global.[14] Si bien existen algunas explicaciones, como que los individuos y las empresas locales tienen un mayor acceso a la información sobre las empresas locales y las condiciones económicas,  estas explicaciones no son aceptadas por la mayoría de los economistas y han sido refutadas en su mayoría.[16]
- Rompecabezas Backus-Kehoe-Kydland: El rompecabezas de la correlación del consumo Backus-Kehoe-Kydland es la observación empírica de que el consumo está mucho menos correlacionado entre países que el producto.[14] La teoría económica estándar sugiere que los riesgos de producción específicos de cada país deben ser colectivos y que el crecimiento del consumo interno no debe depender en gran medida de los shocks de ingresos específicos de cada país. Por lo tanto, no deberíamos ver la observación de que el consumo está mucho menos correlacionado entre los países que la producción; y, sin embargo, lo hacemos.[17][18]
- Rompecabezas de Feldstein-Horioka: El rompecabezas de Feldstein-Horioka se origina en un artículo de la década de 1980 que encontró que entre la Organización para la Cooperación y el Desarrollo Económicos. En los países de la OCDE, los promedios de las tasas de ahorro nacional a largo plazo están altamente correlacionados con promedios similares de las tasas de inversión interna. La teoría económica estándar sugiere que en mercados financieros internacionales relativamente abiertos, los ahorros de cualquier país fluirían hacia los países con las oportunidades de inversión más productivas; por lo tanto, las tasas de ahorro y las tasas de inversión interna no estarían correlacionadas, contrariamente a la evidencia empírica sugerida por Martin Feldstein y Charles Horioka. Si bien se han publicado numerosos artículos sobre el rompecabezas, ninguna de las explicaciones presentadas tiene un apoyo empírico adecuado.[14]
- 'Rompecabezas de la PPA: El rompecabezas de la PPA, considerado uno de los dos rompecabezas del tipo de cambio real, se refiere a la observación de que el tipo de cambio real es más volátil y más persistente de lo que la mayoría de los modelos sugieren. La única forma clara de entender esta volatilidad sería asignar un papel sustancial a los shocks monetarios y financieros. Sin embargo, si los shocks juegan un papel tan importante, el desafío se convierte en encontrar qué fuente, si es que existe, de rigidez nominal que podría ser tan persistente para explicar la naturaleza prolongada a largo plazo de las desviaciones del tipo de cambio real.[14]

El rompecabezas de la desconexión del tipo de cambio: El rompecabezas de la desconexión del tipo de cambio, también uno de los llamados rompecabezas del tipo de cambio real, se refiere al débil vínculo de retroalimentación a corto plazo entre los tipos de cambio y el resto de la economía. En la mayoría de las economías, el tipo de cambio es el precio relativo más importante, por lo que es sorprendente, y hasta ahora inexplicable por completo, que las correlaciones no sean más fuertes.